# Вильгельминская война
Вильгельми́нская война́ — военный конфликт в Паннонской марке в период с 882 по 884 год. По сути, это было восстание сыновей предыдущих маркграфов — Вильгельма II и Энгельшалка I из династии Вильгельминов — против нового маркграфа Арибо, родоначальника династии Арибонидов. На стороне Арибо выступил также Святополк I Моравский.
Вначале Вильгельминам сопутствовал успех. Однако Арибо обратился за помощью не только к правителю Великой Моравии, но и к императору Карлу III Толстому, который подтвердил права Арибо на данную марку, правителем которой он был назначен отцом Карла, Людовиком II Немецким в 871 году. Святополк вторгся в Паннонию и захватил одного из Вильгельминов, которого затем изувечили. Остальные Вильгельмины отказались от присяги, данной Карлу III, и присягнули на верность незаконнорожденному племяннику Карла Арнульфу Каринтийскому, который данным поступком ухудшил отношения с дядей. Противостояние между Арнульфом и Святополком обострилось, после того как последний отказался сдаться Вильгельминам. 
После двух с половиной лет противостояния сам Карл III прибыл в Каумберг, чтобы принять вассальную присягу и обещание мира от Святополка. Однако соглашение так и не было достигнуто вплоть до 885 года.